# Bibby-WaveMaster-Klasse
Die Bibby WaveMaster Klasse gehört zu einem neuen Typ von Windpark-Service-Schiffen und wird von der Firma Bibby Marine Services bereedert.

## Aufgabenstellung und Einsatz
Die Windparkversorger der Bibby WaveMaster-Klasse vom Typ ASV 9020 wurden vom Auftraggeber Bibby Marine Services und der Werft Damen speziell für die Wartung von Windparks geplant, um die Seeausdauer vor Ort von bisher 50–60 % der Zeit auf 80 % zu erhöhen. 
Die Bibby WaveMaster 1 mit der IMO Nummer 9773595 wurde im Januar 2016 bei der Damen Gruppe bestellt, im September 2017 übergeben und ging anschließend für drei Monate in den Offshore-Windpark Galloper vor der Küste von Großbritannien. Anschließend folgte eine 3-Jahrescharter zur Erschließung von Gasplattformen in der Nordsee.
Die Bibby WaveMaster Horizon mit der IMO Nummer 9856957 wird in dem Offshore-Windpark Hohe See und Offshore-Windpark Albatros vier Wochen eingesetzt und wird danach jeweils in Emden für die nächste Einsatzperiode ausgestattet. Die unter britischer Flagge fahrende Bibby WaveMaster Horizon wurde von Siemens Gamesa und Enbw für 10 Jahre gechartert.

## Beschreibung

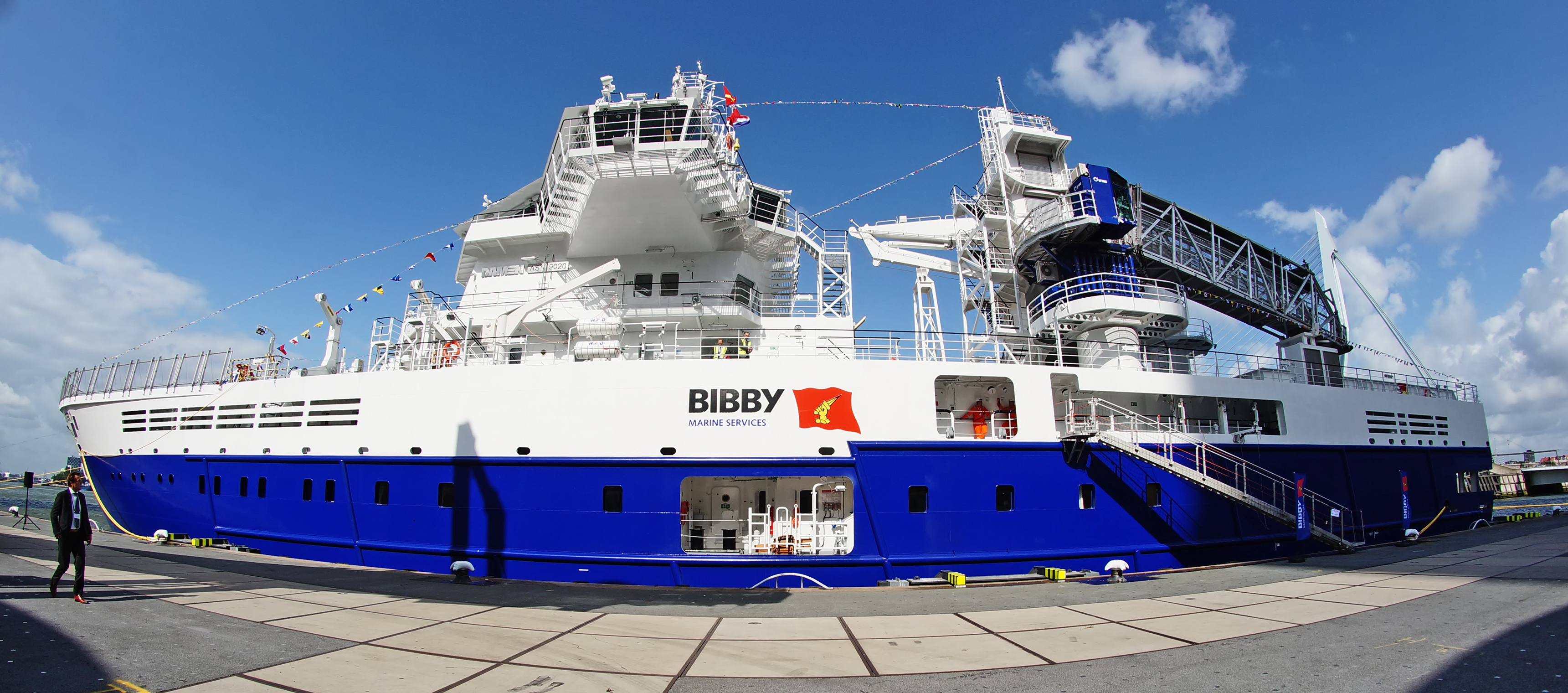
Bibby WaveMaster 1, gut zu erkennen ist der Aufzugsturm und die in der Höhe verstellbare palettenbreite Gangway

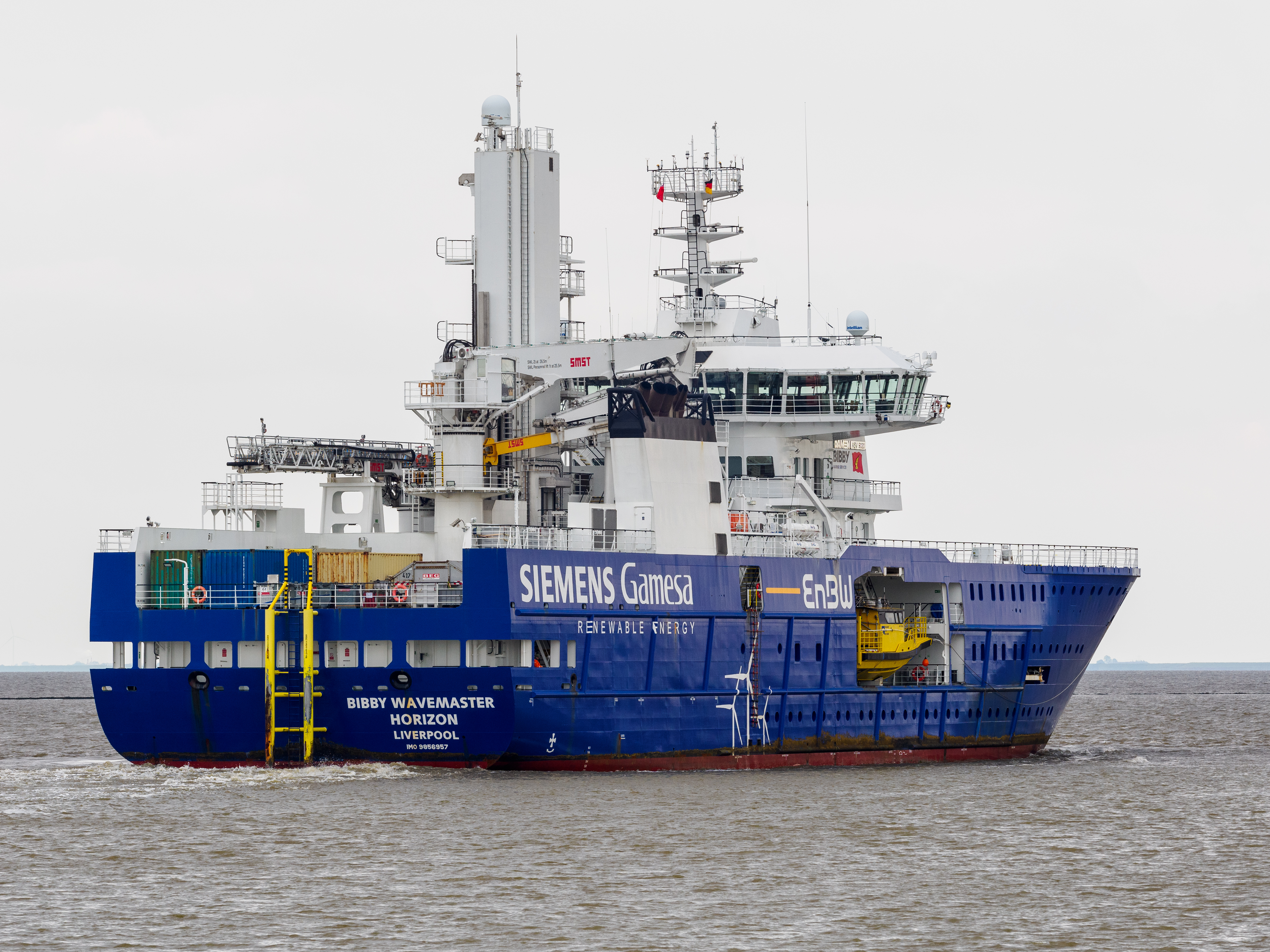
Bibby WaveMaster Horizon bei Emden

Die Konstruktion und Bau erfolgten weitgehend auf der rumänischen Werft von Damen Shipyards Galati. Das 90 m lange und 20 m breite Schiff mit der IMO Nummer 9856957 wurde mit einem "Walk to Work" (W2W) System ausgestattet, um das gefahrlose Übergehen der Monteure auf die Windanlagen auch bei Seegang bis 3 m zu gewährleisten. Sie besteht aus einem speziellen Kran, Aufzugsturm und bewegungskompensierter Gangway, um einen sicheren und stufenlosen Übergang bis zu 26 Metern über dem Meeresspiegel zu gewährleisten.
Die Schiffe sind ausgestattet für dynamische Positionierung (DP-System DP-2) und  haben einen Hubschrauberlandeplatz am Bug für Hubschrauber mit einem Startgewicht von bis zu 12 t. Die Rumpfform wurde für das Arbeiten in der Nordsee optimiert und der Antrieb erfolgt dieselelektrisch. Vier Hauptmaschinen vom Typ Caterpillar CAT C3516 mit je 2275 kW und zwei Caterpillar C32 mit je 950 kW dienen zur Stromerzeugung. Das Schiff wird von zwei Schottel Ruderpropellern vom Typ SRP 1515 mit je 1800 kW angetrieben. Außerdem befinden sich im Bug ein absenkbarer Schottel SRP 500 mit 860 kW und zwei Querstrahler STT4 mit je 860 kW.
Die Schiffe sind für die Unterbringung von 60 Personen, 20 für den Schiffsbetrieb und 40 Monteuren ausgestattet, die in der Regel 14 Tage Einsatzzeit haben.